# Стивенс, Ричард Генри
Ричард Генри Стивенс (англ. Richard Henry Stevens, 9 апреля 1893, Афины — 12 февраля 1967) — британский военнослужащий, офицер военной разведки; подполковник.

## Биография
Уроженец Афин, сын англичанина и гречанки. В 1913 году поступил на службу кадетом в британскую малайскую государственную полицию. В 1935—1937 годах находился в Индии в качестве инструктора. Владел несколькими языками: немецким, французским, русским, греческий был его вторым родным языком; во время службы освоил арабский и малайские языки.
С 1938 года — в Лондоне, сотрудник британской секретной службы Ми-6, больше известной как «Секретная разведывательная служба». В 1939 году назначен начальником Управления службы паспортного контроля в Гааге, вторым по величине филиалом британской разведки в Европе после Парижа.
9 ноября 1939 года вместе с капитаном Сигизмундом Пэйн-Бестом захвачен агентами гестапо во главе с Вальтером Шелленбергом и Альфредом Науйоксом в нидерландском городе Венло на германо-голландской границе (инцидент в Венло). Во время допросов отказался дать сведения о деятельности британской разведки. Впрочем есть данные, что это не так. После войны один из следователей гестапо, допрашивавший Стивенса и Пейн-Беста, заявил, что они выдали все, что знали, уже на первых допросах. Однако при обыске у него был изъят список агентов SIS в Европе. Обвинен гестапо в подготовке покушения на Гитлера в пивной «Бюргербройкеллер» в Мюнхене, совершенного Георгом Эльзером.
По окончании следствия заключен в концлагерь Заксенхаузен, а затем содержался в концлагере Дахау. В конце апреля 1945 года вместе с около 140 другими известными пленниками, был переведен в концлагерь в Тироле. 5 мая 1945 года был освобожден частями 5-й американской армии.
Уволился со службы 26 февраля 1946 года. В 1951—1952 годах работал переводчиком в штаб-квартирах НАТО в Париже и Лондоне. Умер от рака в 1967 году.